# Fenylazide
Fenylazide is een organisch azide met als brutoformule C6H5N3. Het is een lichtgele vloeistof, erg stroperig en met een scherpe, doordringende geur. Het wordt meestal verhandeld in een 0,5 M oplossing in methyl-tert-butylether.
De C-N=N-hoek bedraagt waarschijnlijk 120°.

## Synthese
Fenylazide wordt gesynthetiseerd door fenylhydrazine te diazoteren met een mengsel van natriumnitriet en waterstofchloride:
{\displaystyle \mathrm {C_{6}H_{8}N_{2}\ +\ NaNO_{2}\ +\ HCl\ \longrightarrow \ C_{6}H_{5}N_{3}\ +\ 2\ H_{2}O\ +\ NaCl} }